# Rio Itoupava (Araranguá)
O rio Itoupava é um curso de água do estado de Santa Catarina, no Brasil. Localiza-se no município de Araranguá.
Junto com o rio Mãe Luzia, forma o rio Araranguá, entre os municípios de Meleiro, Maracajá e Araranguá.